# Surgenia
Surgenia es el nombre promocional de la Fundación Centro Tecnológico Andaluz de Diseño, centro tecnológico privado y sin ánimo de lucro dedicado a fomentar el diseño en Andalucía. Pertenece a la Federación Española de Entidades de Promoción de Diseño.
Fundada en 2007, está situada en el Parque Joyero de Córdoba. La componen 42 patronos del mundo de la comunicación, el diseño gráfico, la arquitectura y el diseño de moda, centros de innovación y tecnología, entidades financieras y organismos de la administración pública, procedentes de todas las provincias andaluzas. 
Surgenia tiene como fines principales promover el uso y reconocimiento del diseño, favorecer la colaboración entre los profesionales del sector y desarrollar investigaciones de mercado. 
Edita la revista bilingüe 45 magazine.